# Omna
Omna är ett distrikt i Afghanistan. Det ligger i provinsen Paktika, i den centrala delen av landet, 180 km söder om huvudstaden Kabul.
Distriktet beräknades år 2022 ha cirka 25 000 invånare.